# باستین راینهارت
باستین راینهارت (انگلیسی: Bastian Reinhardt؛ زادهٔ ۱۹ نوامبر ۱۹۷۵) بازیکن فوتبال اهل آلمان است.
از باشگاه‌هایی که در آن بازی کرده‌است می‌توان به باشگاه فوتبال هامبورگ، باشگاه فوتبال آرمینیا بیله‌فلد، و باشگاه فوتبال هانوفر ۹۶ اشاره کرد.